# Walther P22
La Walther P22 è una pistola semi-automatica prodotta dalla Carl Walther GmbH Sportwaffen.

## Modelli
La P22 è disponibile in due versioni:
- Standard: Presenta una canna di 87 mm e una linea di mira di 130 mm, è catalogata in Italia come arma comune, le sue dimensioni complessive sono: 159 mm di lunghezza, 114 mm di altezza, 29 mm di larghezza.
- Target: Presenta una canna di 127 mm e una linea di mira di 170 mm, è dotata di un contrappeso ed è classificata come arma sportiva, le sue dimensioni complessive sono 199 mm di lunghezza, 114 mm di altezza, 29 mm di larghezza.

## Caratteristiche
Pistola semiautomatica a singola e doppia azione con cane esterno, assomiglia molto alla P99 ma presenta dimensioni più contenute e alcune differenze strutturali come ad esempio il cane esterno. Il fusto è realizzato in polimero. È camerata in calibro 22 l.r. ed è prodotta in due versioni: Standard e Target, la prima è dotata di canna da 87 mm, mentre la seconda è dotata di una canna da 127 mm. La Walther ha messo a disposizione un Kit per la conversione dell'arma da Standard a Target e viceversa ma in Italia non è possibile eseguire questa operazione a seguito della differenza di catalogazione dei due modelli. Tra le caratteristiche principali va citata l'affidabilità, utilizzando proiettili ad alta velocità, soprattutto per quanto riguarda il fuoco rapido. Sotto questo aspetto viene infatti paragonata da molti ad un'arma da difesa.
Essa è alimentata da un caricatore monofilare da 10 colpi, il comando di sgancio è costituito da 2 leve sincronizzate ed è posto sulla parte posteriore del ponte del grilletto. Nella parte anteriore del fusto, sotto la volata c'è un adattatore per l'aggiunta di eventuali accessori (torcia o puntatore laser). È dotata di due differenti impugnature intercambiabili per farla adattare sia a mani piccole che grandi, possiede inoltre una piccola fessura sulla parte superiore della camera di scoppio che consente di vedere se la cartuccia è presente o meno.
L'ultimo modello è la P22-Q essa è classificata ad uso sportivo. È possibile montare la canna di lunghezza maggiore della Target su essa per avere maggiore precisione nel tiro sportivo .

## Sistema di sicurezza
La P22 presenta ben 4 tipi di sicure:
- Sicura ambidestra: Nella parte posteriore del carrello sono posizionate due leve sincronizzate che se azionate interpongono una barriera tra il cane e il percussore impedendo così che il cane finisca la sua corsa.
- Sicura al caricatore: In questo caso il sistema di sicurezza è sincronizzato con l'alimentazione, infatti nel momento in cui viene sfilato il caricatore dalla sua sede il grilletto si scollega dal cane e non lo aziona più, quindi un eventuale cartuccia situata nell'area di scoppio, se l'arma è priva di caricatore, non può essere sparata.
- Chiave: Mediante l'utilizzo di un'apposita chiave fornita insieme alla pistola è possibile rendere l'arma inutilizzabile, infatti essa consente di bloccare il meccanismo di scatto.
- Sicura interna sul percussore: Questo tipo di sicura non è visibile ed è automatica, essa mantiene bloccato il percussore, lo sblocca solo in caso che il grilletto venga premuto fino in fondo, così da impedire uno sparo accidentale dovuto per esempio ad un urto.

## Mire
Il mirino è fisso, tuttavia può essere sostituito con altri mirini di altezza differente per permettere di regolare il tiro in verticale, mentre la tacca di mira è regolabile lateralmente.